# Calumma tarzan
Calumma tarzan (лат.), хамелеон Тарзана — вид ящериц из семейства хамелеонов.

## Распространение
Северо-восточный Мадагаскар (Anosibe An’Ala region, Moramanga Province); Tarzanville (19°19’50.3’’ S, 48°13’22.5’’ E, на высоте 847 м).

## Описание
Зеленого цвета среднеразмерный вид хамелеонов. Длина тела 61—72 мм, а вместе с хвостом 119—150 мм. Этимология видового названия связана со старым названием деревни Tarzanville (новое её название Ambodimeloka), около которой в маленьком фрагменте тропического леса он и был обнаружен. Авторы описания посвятили новый вид вымышленному лесному человеку Тарзану в надежде, что это известное имя продвинет понимание и действия местного населения для сохранения лесов и места обитания этого редкого вида.